# Changdai (köpinghuvudort i Kina, Jiangsu Sheng, lat 32,04, long 120,22)
Changdai är en köpinghuvudort i Kina. Den ligger i provinsen Jiangsu, i den östra delen av landet, omkring 130 kilometer öster om provinshuvudstaden Nanjing. Antalet invånare är 32 710. Befolkningen består av 16 449 kvinnor och 16 261 män. Barn under 15 år utgör 7,0 %, vuxna 15-64 år 73 %, och äldre över 65 år 18,0 %.
Runt Changdai är det mycket tätbefolkat, med 1 754 invånare per kvadratkilometer. Närmaste större samhälle är Jiangyin, 14,6 km söder om Changdai. Trakten runt Changdai består till största delen av jordbruksmark.
Genomsnittlig årsnederbörd är 1 390 millimeter. Den regnigaste månaden är juli, med i genomsnitt 250 mm nederbörd, och den torraste är januari, med 38 mm nederbörd.